# GraphML
GraphML je formát souboru založený na XML pro kreslení grafů. Je výsledkem spojeného úsilí komunity Graph Drawing definovat společný formát pro výměnu dat o struktuře grafů. Používá syntaxi XML a podporuje velké množství různých struktur grafů, včetně orientovaných, neorientovaných, kombinovaných grafů, hypergrafů a aplikačně specifické atributy.

## Úvod
Soubor ve formátu GraphML je XML soubor obsahující prvek graph, uvnitř kterého je neuspořádaný seznam prvků typu uzel (node) a hrana (edge). Každý uzel musí mít unikátní atribut id a každá hrana má atributy source a target, které identifikují její počáteční a koncový bod.
Ukázka reprezentace jednoduchého neorientovaného grafu se dvěma uzly a jednou hranou, která je spojuje:
```
<?xml version="1.0" encoding="UTF-8"?>

<graphml
 
xmlns=
"http://graphml.graphdrawing.org/xmlns"

    
xmlns:xsi=
"http://www.w3.org/2001/XMLSchema-instance"

    
xsi:schemaLocation=
"http://graphml.graphdrawing.org/xmlns/1.0/graphml.xsd"
>

  
<graph
 
id=
"G"
 
edgedefault=
"undirected"
>

    
<node
 
id=
"n0"
/>

    
<node
 
id=
"n1"
/>

    
<edge
 
id=
"e1"
 
source=
"n0"
 
target=
"n1"
/>

  
</graph>

</graphml>

```

Další vlastnosti jazyka GraphML umožňují uživatelům zadávat, zda hrany jsou orientované nebo neorientované a definovat přiřazení dodatečných dat k vrcholům nebo hranám.